# Universiteit van Turku
De Universiteit van Turku (Fins: Turun yliopisto, Zweeds: Åbo universitet), is een universiteit in Turku, Finland. Deze universiteit werd in 1920 opgericht en is de op een na grootste van Finland. Andere locaties van de universiteit zijn te vinden in Rauma, Pori en Salo. De universiteit is lid van de Coimbragroep.

## Geschiedenis
De eerste universiteit in Turku was de Koninklijke Academie van Åbo (Kungliga Akademien i Åbo), opgericht in 1640. Die universiteit verhuisde naar Helsinki, nadat grote delen van de stad door een grote brand verwoest waren.
De huidige universiteit van Turku is opgericht in 1920, twee jaar na de eveneens in Turku gevestigde Zweedstalige Åbo Akademi. In 1922 vond de grote opening plaats. De universiteit werd mede gefinancierd door 22.040 donaties. Om alle mensen die geld hebben gedoneerd te bedanken, werd er een likeur ontwikkeld met de naam 22040. In de likeur zijn allemaal vruchten verwerkt die in Finland voorkomen, zoals de kruipbraam, de lijsterbes en de duindoorn.
|  |

De eerste gebouwen van de universiteit lagen aan het marktplein van de stad. In de jaren 50 werd er een nieuwe campus gebouwd. In de jaren 60 groeide de universiteit snel. Sinds 1995 is de universiteit lid van de Coimbragroep.

## Faculteiten

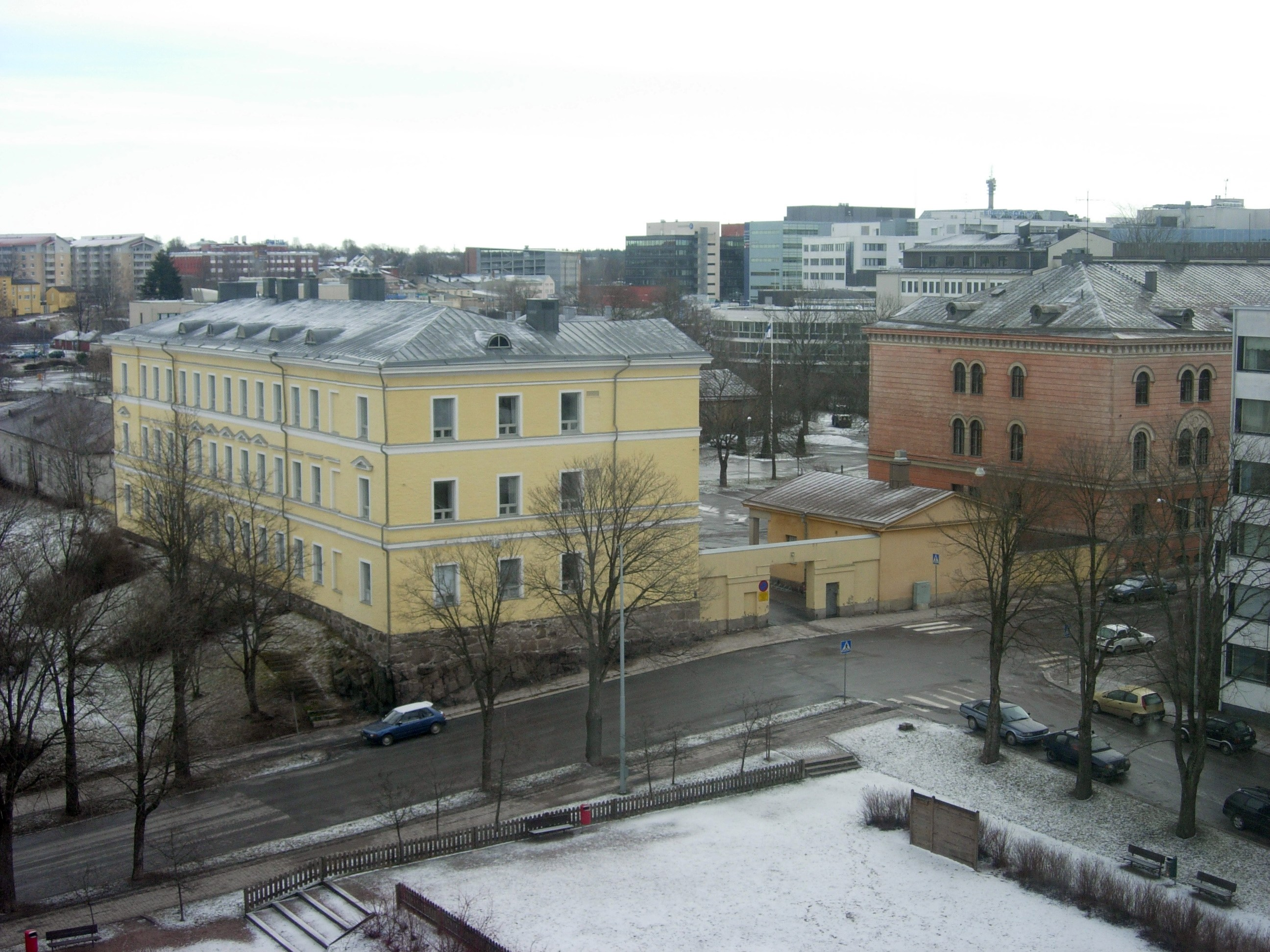
Afdeling Geschiedenis

De universiteit is verdeeld over zes faculteiten:
- Faculteit der Geesteswetenschappen
- Faculteit der Wiskunde en Natuurwetenschappen
- Faculteit der Geneeskunde
- Faculteit der Onderwijskunde
- Faculteit der Rechtsgeleerdheid
- Faculteit der Sociale Wetenschappen

## Bekende alumni
- Liisa Hyssälä - Minister van Volksgezondheid en Sociale Voorzieningen
- Mauno Koivisto - President van Finland
- Paula Lehtomäki - Minister van Buitenlandse Handel en Ontwikkeling
- Jarmo Viinanen - Secretaris-generaal van het Presidentieel Bureau
- Heli Laaksonen - dichter